# Sauze (Francia)
Sauze (Sauze anche in italiano, Sauve in occitano) è un comune francese  di 69 abitanti (al 1º gennaio 2022) situato nel dipartimento delle Alpi Marittime nella regione della Provenza-Alpi-Costa Azzurra.
Il nome deriva dal salice, simbolo del villaggio. I suoi abitanti sono chiamati Sauzois in francese e Sauzesi o Salicesi in italiano.

## Geografia fisica
Il paese di Sauze è situato nell'entroterra provenzale, in posizione assai elevata, a 1.330 m s.l.m a un centinaio di chilometri da Grasse e da Nizza.

## Storia
Dopo la conquista romana, portata a compimento nel 14 a.C., l'imperatore romano Augusto organizza le Alpi in province, ed il territorio dell'attuale comune di Sauze dipende dalla provincia delle Alpi Marittime ed è unito alla civitas di Glanate (Glandèves). Alla fine dell'antichità, la diocesi di Glandèves riprende i confini di tale civitas.
Nel corso del medioevo Sauze fece parte della Borgogna Cisgiurana e poi del Regno d'Arles. Attorno al X secolo divenne parte della contea di Provenza, ma infine il comune di Sauze seguirà le vicende storiche della Contea di Nizza, che nel 1388 farà atto di dedizione ai Savoia.
Il comune di Sauze venne annesso nel 1860 alla Francia, dopo il plebiscito nell'aprile del 1860, secondo le clausole del Trattato di Torino fra Vittorio Emanuele II, re di Sardegna e Piemonte e Napoleone III, imperatore dei Francesi, con cui era ceduto dal primo ministro Camillo Benso, conte di Cavour, il Contado di Nizza alla Francia, per il suo aiuto nella seconda guerra d'indipendenza e l'unità d'Italia.

## Società

### Evoluzione demografica
Abitanti censiti

## Geografia antropica
Le località abitate de Les Villetales (Villetales-Haute e Basse) e Les Blachières, Les Selves, Le Sauze-Vieux, La Vigiere, Les Terrassettes, e Les Moulins sono frazioni del comune di Sauze.